# Christian Spieler
Christian Spieler (geb. 3. Juli 1902 in Berlin, gest. 8. August 1973 in Elmshorn) war ein deutscher Jurist. Er war von Juli 1933 bis Dezember 1934 Kommandant des Gemeinschaftslagers „Hanns Kerrl“ für Rechtsreferendare in Jüterbog und ab Juli 1940 Referent im Reichsministerium für Volksaufklärung und Propaganda.

## Leben

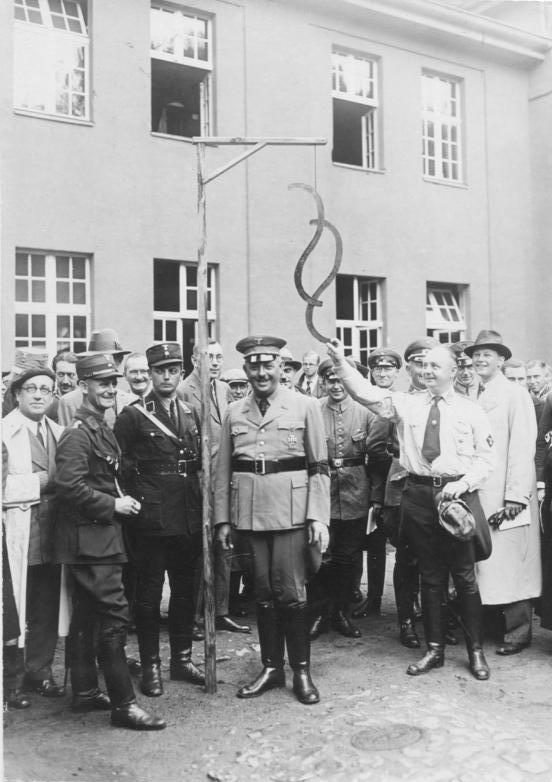
Hanns Kerrl (Mitte) 1933 beim Besuch des später nach ihm benannten Lagers für Justiz-Referendare in Jüterbog. Links neben ihm C. Spieler.

Spieler absolvierte in den Jahren von 1921 bis 1923 eine Banklehre in Kiel. Danach studierte er Rechtswissenschaften an der Christian-Albrechts-Universität zu Kiel.
Von 1921 bis 1924 war Spieler Mitglied der Marine-Brigade Ehrhardt, eines rechtsradikalen Freikorps. Er gehörte auch dem im Mai 1923 gegründeten und im April 1928 aufgelösten antidemokratischen Bund Wiking an. 1926 bestand er sein erstes juristisches Staatsexamen in Kiel mit der Note „Ausreichend“.
Spieler heiratete im Jahr 1930 und wurde in den folgenden Jahren Vater von vier Kindern.
Im Oktober 1930 trat Spieler in die SA ein. Spieler trug Ende Juni 1933 die Uniform eines Sturmbannführers (Major). Spieler wurde im Sommer 1933 zum Obersturmbannführer der SA ernannt. Im Juli 1933 wurde Spieler zum SA-Standartenführer (Oberst) befördert. Als Gruppenrechtsberater unterstand der Rechtsanwalt Christian Spieler aus Wesselbüren dem obersten SA-Rechtsberater, SA-Gruppenführer Walter Luetgebrune. Spieler war später Rechtsreferent der nach dem 30. Juni 1934 gegründeten SA-Standarte „Feldherrnhalle“.
Zum 1. November 1930 trat Spieler der NSDAP bei (Mitgliedsnummer 367.426). Er fungierte als Ortsgruppenleiter der NSDAP in Rendsburg bei Kiel.
Spieler war als Rechtsanwalt in Elmshorn tätig. Im Jahr 1932 verteidigte Spieler gemeinsam mit dem damaligen Rechtsanwalt Roland Freisler, dem späteren Präsidenten des Volksgerichtshofes, im Altonaer Sprengstoffprozess die rechtsradikalen Angeklagten. Im selben Jahr nahm Spieler SS-Männer in seinem Wagen mit, um so ihre Festnahme durch die Polizei zu verhindern. Mehrfach schmuggelte er Angeklagte, die er als Strafverteidiger anwaltlich vertrat, aus Gerichtssälen heraus. Ebenfalls im Jahr 1932 schoss Spieler einem Angehörigen des republikanischen Reichsbanners in den Oberschenkel, was ihm ein Verfahren wegen versuchten Totschlags eintrug.
Am 20. März 1933 berief Anton Wallroth, der Regierungspräsident in Schleswig, Christian Spieler zum kommissarischen Bürgermeister von Elmshorn. Als das Magistratsmitglied Heinrich Lempfert (SPD) Spieler Korruption zugunsten seines Schwagers, eines Elmshorner Buchhändlers, vorhielt, schloss Spieler im April 1933 Lempfert kurzerhand von den Magistratssitzungen aus. Bei den Kommunalwahlen in Elmshorn am 12. März 1933 wurde der KPD-Reichstagsabgeordnete Reinhold Jürgensen in die Elmshorner Stadtverordnetenversammlung gewählt. An deren konstituierender Sitzung am 31. März 1933 konnte Jürgensen jedoch schon nicht mehr teilnehmen, da er auf Veranlassung des kommissarischen Bürgermeisters Spieler verhaftet und im KZ Fuhlsbüttel interniert worden war. Spieler war nur von Ende März bis Ende Juni 1933 Bürgermeister in Elmshorn.
Bereits am 30. Juni 1933 wurde Spieler auf Betreiben des preußischen Justizministers Hanns Kerrl zum Oberstaatsanwalt im niederschlesischen Schweidnitz ernannt. Spielers Vorgänger hatte die Stelle durch das „Gesetz zur Wiederherstellung des Berufsbeamtentums“ verloren. Kerrl war offensichtlich durch seinen Staatssekretär Freisler auf Spieler aufmerksam geworden, der im Herbst 1932 zusammen mit Spieler die Angeklagten im Altonaer Sprengstoffprozess verteidigt hatte.
Spieler trat sein Staatsanwaltsamt in Schweidnitz nie an, sondern wurde in den Justizdienst übernommen und im Juli 1933 als Beamter in das Preußische Justizministerium berufen. Kerrl berief Christian Spieler im Juli 1933 zum Lagerkommandanten des „Gemeinschaftslagers“ für Rechtsreferendare in Jüterbog.
Spieler leitete jedoch nur von Juli 1933 bis Dezember 1934 das Jüterboger „Gemeinschaftslager“ für Rechtsreferendare. Im Januar 1935 wurde er durch den zum Architekten ausgebildeten Karl Hildebrandt abgelöst. Dieser blieb bis zur Schließung des Referendarlagers im Herbst 1939 im Amt.

### Parteiausschluss- und Disziplinarverfahren, Rehabilitierung
Nachdem Spieler im „Gemeinschaftslager“ in Jüterbog mehrfach unter Alkoholeinfluss heftig randaliert hatte, leitete die NSDAP am 25. Februar 1935 ein Disziplinarverfahren gegen ihn ein.
Per einstweiliger Verfügung der späteren Partei-Kanzlei vom 5. Februar 1935 wurde Spieler wegen parteischädigenden Verhaltens aus der NSDAP ausgeschlossen. Darüber hinaus leitete auch die Justizverwaltung ein Disziplinarverfahren gegen den Oberstaatsanwalt Spieler ein.
Im Januar 1935 wurde Spieler an die Staatsanwaltschaft beim Kammergericht Berlin versetzt. Ab Februar 1936 war er beim Amtsgericht Berlin tätig. Im Laufe des Jahres 1936 wurde Spieler allmählich rehabilitiert. Das oberste Parteigericht der NSDAP wandelte seinen vorläufigen Parteiausschluss in eine Verwarnung um. Ende 1936 galt Spielers Rehabilitation als abgeschlossen.
Ab Januar 1938 arbeitete Spieler bei der Staatsanwaltschaft am Landgericht Berlin.
Der Berufsweg Spielers lässt sich heute nicht mehr vollständig rekonstruieren. Seine Tätigkeiten beim Kammergericht sowie als Vernehmungsrichter für das Berliner Polizeipräsidium stellten ihn offenbar nicht zufrieden.

### Wechsel vom Justiz- ins Propagandaministerium
Ab Juli 1939 war Spieler im Reichsministerium für Volksaufklärung und Propaganda tätig. Nur wenige Wochen später, im August 1939 (also kurz vor dem Beginn des Zweiten Weltkriegs im September 1939), wurde Spieler als Oberleutnant der Reserve zum Regiment „General Göring“ einberufen. Ein knappes Jahr später, im Juli 1940, kehrte er ins Propagandaministerium zurück. Dort wurde er zum Ministerialrat ernannt und schied damit aus dem Reichsjustizdienst aus.

### Kriegsdienst und Kriegsgefangenschaft
Von 1941 bis Mitte Mai 1943 leistete Spieler Kriegsdienst, unter anderem in Afrika, zuletzt als Hauptmann der Luftwaffe. Mitte Mai 1943 wurde er in Afrika gefangen genommen und in ein Gefangenenlager in Texas/USA gebracht. Der Zeitpunkt seiner Entlassung aus der Kriegsgefangenschaft ist unbekannt.

### Nachkriegszeit
Spielers letzte bekannte Adresse befand sich in Elmshorn-Pinneberg, wo er 1950 lebte. Über die letzten dreißig Jahre seines Lebens ist so gut wie nichts bekannt. Spieler verstarb am 8. August 1973 im Alter von 71 Jahren in Elmshorn.